# Chau, papá
 Chau, papá es una película de Argentina dirigida por Ricardo Alventosa sobre su propio guion según la obra de Alberto Adellach que, producida en 1987, nunca fue estrenada comercialmente; tuvo como protagonistas a Matías Hacker, Silvia Baylé, Ricardo Bartis, Onofre Lovero y Carlos Kerestegian.

## Comentario
La obra está referida a un viejo agonizante y su familia como metáfora del ocaso del autoritarismo en Argentina.

## Reparto
Intervinieron en la película los siguientes intérpretes:
| Actor              | Personaje |
| ------------------ | --------- |
| Matías Hacker      |           |
| Silvia Baylé       |           |
| Ricardo Bartis     |           |
| Onofre Lovero      |           |
| Carlos Kerestegian |           |